# Belgische Zuidpoolexpeditie 1969
De Belgische Zuidpoolexpeditie verbleef tussen 21 januari en 26 februari 1969 op de Zuid-Afrikaanse basis SANAE I in de Baai van Polarbjørn op de kust van Antarctica. De zomerexpeditie bestond uit acht leden en stond onder leiding van geoloog Tony van Autenboer en gebeurde in samenwerking met een Zuid-Afrikaanse expeditie. De expeditieleden keerden midden maart 1969 terug in België.

## Onderzoek
De expeditie verrichtte er wetenschappelijk onderzoek:
- Over een afstand van 1.500 km werd de dikte van de ijskap gemeten door radio-echopeilingen vanuit de lucht;
- Er werden luchtfoto's gemaakt van het kustgebied voor het maken van nieuwe kaarten;
- Er werden metingen gedaan van de voortplantingssnelheid van radiogolven in ijs.

## Expeditieleden
- Tony Van Autenboer (B), expeditieleider / geologie / glaciologie
- J.M. Corbisier (B), elektricien
- V Daniels (B), mecanicien
- H. Decleir (B), gravimetrie / glaciologie
- R. Fagnoul (B), piloot
- W. Kother (B), piloot
- G. Nicolas (B), mecanicien
- C. Stelling (NL), elektronica, ionosfeerwaarnemingen